# Giuseppe Mentessi

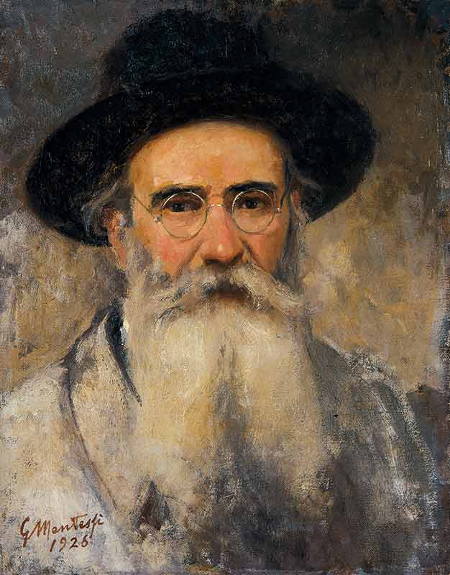
Autoportret (1926)

Giuseppe Mentessi (n. 29 septembrie 1857, Ferrara, Statele Papale – d. 14 iunie 1931, Milano, Regatul Italiei) a fost un pictor italian de peisaj și vedută.

## Biografie

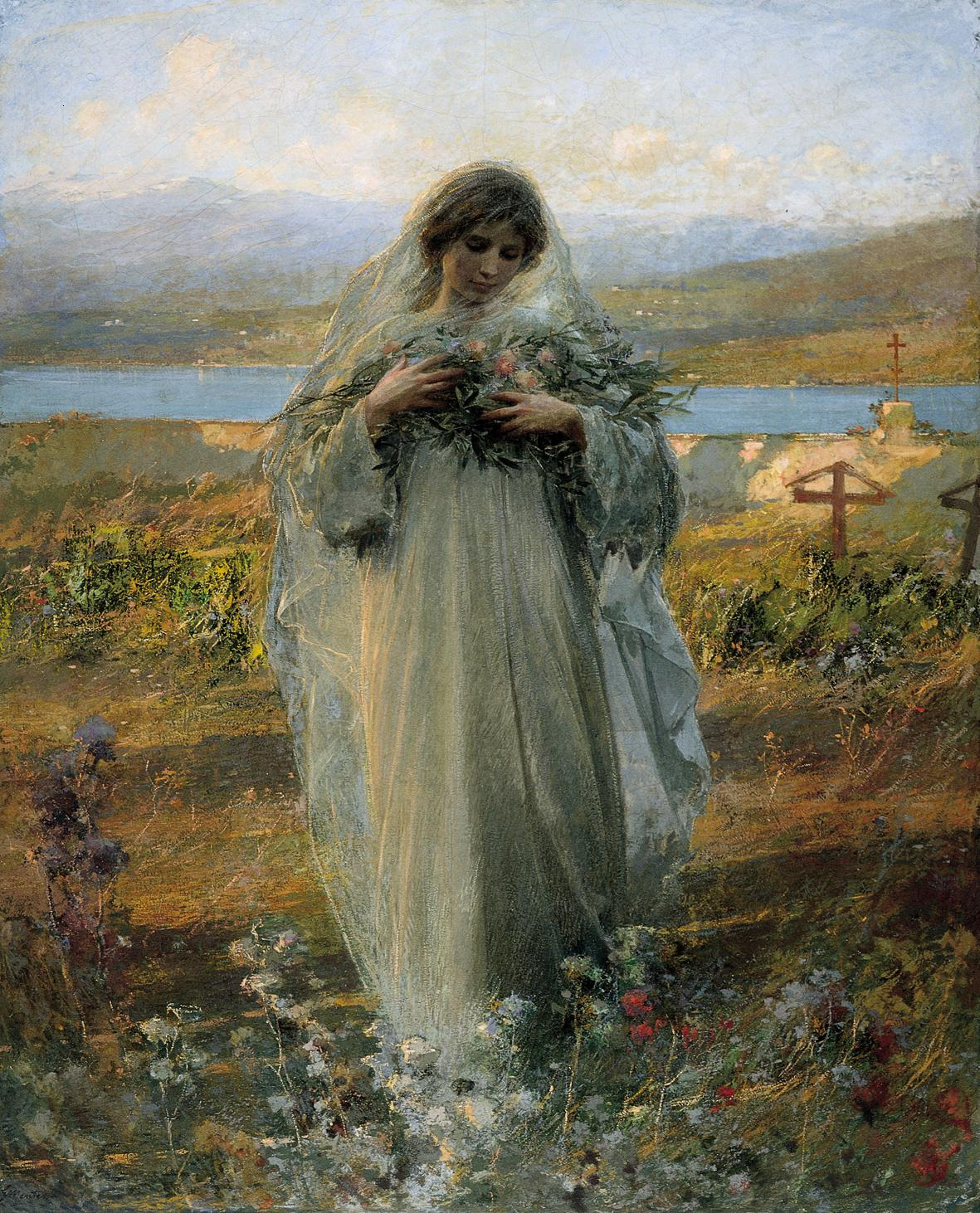
Pace

Părinții săi au fost Michele Mentessi, un comerciant, și Teresa, născută Bentini. Tatăl lui a murit când el avea doar șapte ani. În ciuda faptului că a trebuit să-și întrețină familia, a putut să ia lecții de desen la Școala Civică de Artă din Ferrara. Apoi a urmat Academia de Arte Frumoase din Parma, cu ajutorul unei subvenții guvernamentale, unde instructorul său principal a fost Giacomo Giacopelli⁠(d).
În 1877, încurajat de prietenii săi, s-a mutat la Milano pentru a-și finaliza studiile la Academia de Artă Brera. Acolo, a studiat perspectiva cu Luigi Bisi⁠(d). De asemenea, a urmat un curs de arhitectură și scenografie, predat de Carlo Ferrario⁠(d), care lucrase cu Giuseppe Verdi, și a primit comenzi pentru proiecte la Scala.
În 1880, a devenit asistent didactic al lui Luca Beltrami⁠(d), profesor de desen arhitectural și geometrie elementară. Doi ani mai târziu, a început să participe la expozițiile anuale. În același an, i s-a repartizat propria clasă de geometrie, la care va preda până în 1912. Și-a publicat primul text în 1887: O colecție de motive decorative pentru predarea clarobscurului în școli. Acest lucru a dus la numirea la catedra de pictură peisagistică. În 1907, i-a succedat lui Ferrario ca profesor de perspectivă, post pe care îl va ocupa până în 1923. A căutat să facă toate cursurile sale accesibile oamenilor din clasa muncitoare și veteranilor de război.
Primele sale picturi au fost influențate de mișcarea Scapigliatura. Mai târziu, a adăugat elemente din Art Nouveau. În 1895 a fost invitat la prima Bienală de la Veneția și a prezentat Panem Nostrum Quotidianum, o lucrare cu conotație socială care tratează flagelul pelagrei în mediul rural. În 1899, a expus o lucrare înfățișând masacrul lui Bava Beccaris. A participat la Bienală până în 1914.
În acești ani, a realizat ilustrații pentru cărțile lui Neera⁠(d), Gerolamo Rovetta⁠(d) și Berto Barbarani⁠(d), printre alții. A mai realizat lucrări decorative, la Villa Facheris din Inzago, Villa Paradiso din Montesiro și la capelele de la cimitirele din Lenno și Verderio⁠(d). Totuși, cea mai mare lucrare de acest gen a fost o serie de sfinți pentru Bazilica San Babila.
S-a pensionat oficial în 1924, a fost numit profesor emerit și și-a petrecut restul vieții devotat picturii peisagistice. A fost înmormântat la Cimitirul Monumental din Certosa din Ferrara, alături de mama sa, într-un mormânt proiectat de fostul său asociat, Beltrami. Lucrările sale pot fi văzute la Museo dell'Ottocento⁠(d) din Ferrara, Galleria d'Arte Moderna⁠(d) din Veneția și Galleria Nazionale d'Arte Moderna⁠(d) din Roma.

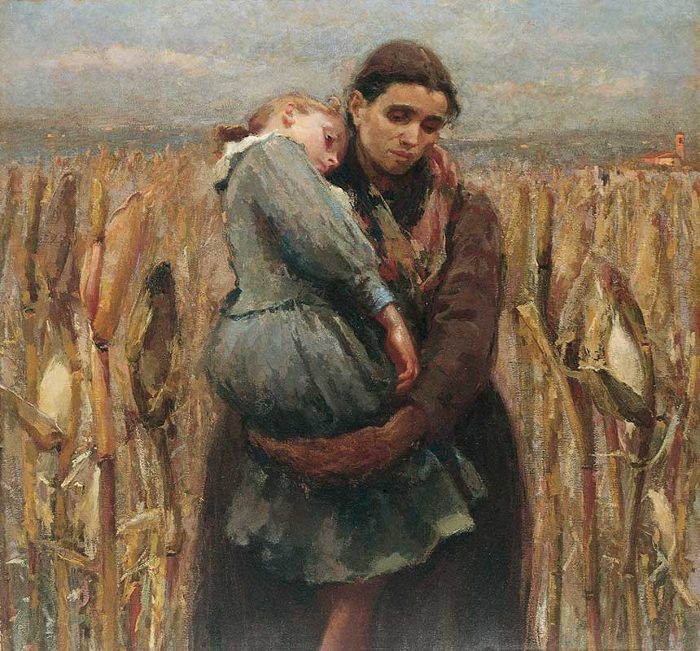
Panem Nostrum Quotidianum